# Strategic and Policy Forum
El Strategic and Policy Forum («Foro estratégico y de políticas» en español) fue un foro de negocios creado por el presidente de los Estados Unidos Donald Trump para darle al presidente perspectivas de líderes empresariales sobre cómo crear empleos y mejorar el crecimiento de la economía de los Estados Unidos. Constaba de 16 miembros presididos por Stephen A. Schwarzman, el cofundador de la firma de capital inversión Blackstone Group, y comenzó a celebrar reuniones en febrero de 2017.
Tras la retirada de varios miembros, el 16 de agosto de 2017 Trump disolvió el foro, así como el American Manufacturing Council.

## Miembros
Miembros del foro incluyeron:
- Paul S. Atkins - director ejecutivo de Patomak Global Partners y excomisionado de la Comisión de Bolsa y Valores.
- Mary Barra - presidente y director ejecutivo de General Motors.
- Toby Cosgrove - presidente y director ejecutivo de la Cleveland Clinic.
- Jamie Dimon* - presidente y director ejecutivo de JP Morgan Chase.
- Larry Fink - presidente y consejero delegado de BlackRock.
- Ken Frazier* - presidente y director ejecutivo de Merck & Co.
- Robert Iger*
- Travis Kalanick* - presidente y director ejecutivo de Uber.
- Brian Krzanich* - presidente y director ejecutivo de Intel.
- Rich Lesser - presidente y director ejecutivo de Boston Consulting Group.
- Doug McMillon - presidente y director ejecutivo de Walmart.
- Jim McNerney - expresidente y director ejecutivo de Boeing.
- Elon Musk* - presidente y director ejecutivo de Tesla, Inc. y SpaceX.
- Indra Nooyi - presidenta y consejera delegada de PepsiCo.
- Adebayo Ogunlesi - presidente y socio gerente de Global Infrastructure Partners.
- Kevin Plank - presidente y director ejecutivo de Under Armour.
- Ginni Rometty - presidente y directora ejecutiva de IBM.
- Stephen A. Schwarzman* - cofundador, presidente y director ejecutivo del Blackstone Group.
- Kevin Warsh - distinguido becario en economía en el Hoover Institution y exgobernador de la Reserva Federal
- Mark Weinberger - presidente y consejero delegado de Ernst & Young.
- Jack Welch - expresidente y consejero delegado de General Electric.
- Daniel Yergin - Ganador del premio Pulitzer y vicepresidente de IHS Markit.

* Renunció antes de la disolución.

## Renuncias y disolución
Antes de su disolución, un número de miembros había dimitido, incluyendo Musk (que protestaba la salida de los Estados Unidos del Acuerdo de París), Kalanick, Iger, Frazier, Krzanich, Schwarzman y Dimon. La mayoría de las dimisiones fueron en protesta contra lo que consideraron la equivocación moral del presidente Trump tras la violencia de la supremacía blanca en la manifestación Unite the Right de 2017 en Charlottesville, Virginia.
El 16 de agosto de 2017, después de la dimisión de cinco miembros, el presidente Trump anunció a través de Twitter que disolvía el foro.